# 契胡
契胡，在南北朝时期北魏时期太行山区活跃的一个族群，附屬於拓跋部。

## 概述
臣属于拓跋部，因世居尔朱川（又称秀容川，今山西北部的朱家川）而得姓。尔朱氏世为契胡酋帅，北魏末年，至尔朱荣时，已发展成为拥有部落八千余家的地方豪强。六镇之乱爆发，尔朱荣组成了一支豪强武装，先后镇压了南秀容和并州等地的小股起事，进号平北将军、北道都督。孝昌二年（526）八月，尔朱荣袭破肆州，自任命其从叔尔朱天生为刺史，结好并州刺史元天穆，进一步扩张势力。其时，北魏正忙于镇压河北及关陇地区的起事，只有听之任之，尔朱荣迅速发展成为割据一方的军阀。他一再表奏朝廷，请求移师河北，参加镇压杜洛周和葛荣起事等。不过临朝称制的宣武灵皇后对他疑虑甚深，没有同意，只是给了他征东将军、假车骑将军和并肆汾广恒云六州都督的名号。尔朱荣借此招降纳叛，收罗了高欢、段荣、侯景等，壮大势力，借口防守险要，分割叛军之势，北据马邑（今山西朔县），东塞井陉。胡太后采纳心腹宠臣徐纥和郑俨的建议，用封赐铁券、加官晋爵等手法笼络和收买尔朱荣的下属，实现控制和削弱。
陈寅恪认为契胡乃羯胡之异译。有人将契胡与鄯善、支胡、羯族、昭武九国、天竺并列，把乙速孤氏归契胡。